# Seguro Directo
A Seguro Directo é uma marca de seguros portuguesa, especializada em seguro auto e seguro moto. 
Fundada em 1996, integra, desde 2016, o renomeado grupo segurador líder mundial - Grupo Ageas Portugal, que conta com um capital de mais de 190 anos de experiência no mercado segurador e que é constituído por uma estrutura de mais de 50 mil colaboradores em 16 países da Europa e da Ásia.
A Seguro Directo revolucionou o mercado das seguradoras em Portugal ao ser pioneira na comercialização de seguro auto e seguro moto por telefone e, mais tarde, num formato totalmente online. Mais recentemente, a companhia lançou também um chatbot - que permite um contacto direto e acessível entre a seguradora e os utilizadores do site.
Nos anos de 2013 e 2014 foi, inclusive, considerada pela revista Exame e pela consultora Accenture, uma das melhores empresas para trabalhar.
A seguradora tem sido reconhecida como marca de confiança no setor, o que se comprova através dos variados prémios atribuídos ao longo dos últimos anos, tais como Escolha do Consumidor, Escolha de Excellentia, Marca Recomendada e, ainda, uma menção honrosa atribuída pelo Portugal Digital Awards. 
Além disso, a seguradora oferece aos seus clientes o Cartão Seguro Directo, com vantagens na aquisição de produtos e serviços de diversos parceiros. 
Nas comemorações do seu 25.º aniversário, a Seguro Directo assinalou esse marco especial oferecendo aos portugueses um concerto único, proporcionado pela banda portuguesa The Gift'.
A Seguro Directo tem sido patrocinador oficial do prémio anual "Seguro Directo Carro do Ano/Troféu Volante de Cristal", o mais antigo e prestigiado galardão da Indústria Automóvel em Portugal, organizado pelo Expresso e SIC Notícias, que celebrou a 41.ª edição em 2024. 
Com o intuito de promover o tema da prevenção e segurança rodoviária na sociedade, a Seguro Directo lançou um projeto que pretende sensibilizar e informar sobre as práticas de condução recomendadas, estimulando a partilha de conhecimento, através de conteúdos preparados por diversos especialistas nesta área.
Hoje, a Seguro Directo afirma-se como uma companhia na constante vanguarda da inovação, quer no relacionamento direto e descomplicado com o seus Clientes, quer na forma como gere os seus parceiros e colaboradores. "Tão simples, tão inteligente", faz jus à visão da marca, reforçando a vontade de facilitar a relação entre o Cliente e a seguradora.